# Collin Sexton
Collin Sexton (ur. 4 stycznia 1999 w Marietta) – amerykański koszykarz, występujący na pozycji rozgrywającego, obecnie zawodnik Utah Jazz. W drafcie do ligi NBA został wybrany w pierwszej rundzie z numerem 8 przez Cleveland Cavaliers.
W 2017 wystąpił w spotkaniach gwiazd amerykańskich szkół średnich – McDonald’s All-American oraz Jordan Brand Classic, Nike Hoop Summit. W tym pierwszym wygrał także konkurs wsadów. Został też zaliczony do II składu USA TODAY's All-USA.
9 grudnia 2018 roku ustanowił rekord strzelecki swojej kariery, notując 29 punktów (10/16 rzutów za 2 punkty i 3/7 za 3 punkty) podczas wygranego 116-101 meczu z Washington Wizards.
3 września 2022 trafił do Utah Jazz w wyniku wymiany.

## Osiągnięcia
Stan na 19 lutego 2023, na podstawie, o ile nie zaznaczono inaczej.

### NCAA
- Uczestnik rozgrywek II rundy turnieju NCAA (2018)
- Najlepszy nowo-przybyły zawodnik roku konferencji SEC (2018 przez Associated Press)
- Najlepszy pierwszoroczny zawodnik konferencji SEC (2018)[7]
- Zaliczony do:
  - I składu:
    - SEC (2018)
    - turnieju SEC (2018)
    - najlepszych pierwszorocznych zawodników All-SEC (2018)

  - II składu All-SEC (2018)
  - składu honorable mention All-American (2018 przez Associated Press)

### NBA
- Zaliczony do:
  - I składu letniej ligi NBA (2018)
  - II składu debiutantów NBA (2019)[8]
- Zwycięzca drużynowego konkursu Skills Challenge (2023)[9]
- Uczestnik Rising Stars Challenge (2020)[10]

### Reprezentacja
- Mistrz świata U–17 (2016)
- MVP mistrzostw świata U–17 (2016)
- Zaliczony do I składu mistrzostw świata U–17 (2016)